# 3146 Dato
3146 Dato је астероид главног астероидног појаса чија средња удаљеност од Сунца износи 2,434 астрономских јединица (АЈ).
Апсолутна магнитуда астероида је 13,2.